# عبدالله سوری
عبدالله سوری معروف به ماموستا ملا شیخ عبدالله سوری (۱۳۰۰–۱۳۷۴) نماینده سقز و بانه در مجلس شورای اسلامی ایران، مدرس دروس دینی فقه شافعی، امام جمعه شهر بانه، عضو شورای سرپرستی هلال احمر بانه در زمان جنگ ایران و عراق، عضو شورای نهضت سواد آموزی، مسئول شورای سرپرستی کمیته امداد بانه و دبیر شورای روحانیت بانه بود.

## زندگی‌نامه
عبدالله سوری ۱۳۰۰ خورشیدی در روستای ورچک از توابع شهرستان بانه متولد شد. پدرش شیخ احمد و مادرش "گلی" (در زبان کردی "گوڵێ") نام داشت که اصالتاً اهل روستای سنجله از توابع شهر سلیمانیه در کردستان عراق بود.
شیخ سور کریوه (شیخ الیاس) (در کردی: شێخه سووری کڕێوه) جد پدری او است که آرامگاهش در کریوه محل زیارت کسانی است که به این شیخ احترام می‌ورزند. نام خانوادگی وی (سوری) نیز برگرفته از لقب این شیخ می‌باشد.

### تحصیل علوم
او از ۱۲ سالگی خواندن قرآن را شروع کرد و در مدت ۳ ماه آن را ختم نمود. بعد از قرآن کتاب‌های فارسی مانند گلستان و بوستان را به اتمام رساند و سپس شروع به خواندن کتاب تصریف زنجانی و عوامل جرجانی کرد، وی نزد روحانیون بزرگی همچون ملا احمد سیسری که اولین استاد وی بوده درس خوانده همچنین از محضر اساتیدی همچون ملا عبدالرحمن سعیدی، ملا ابوبکر گیره‌ای در منطق و تفسیر و ملا صالح اختری در عقائد عضدی، عقاید نسفی و فلسفه نیز بهره‌مند شد. او در شهرهای مهاباد،  اشنویه،  سردشت و بانه تحصیل کرد.

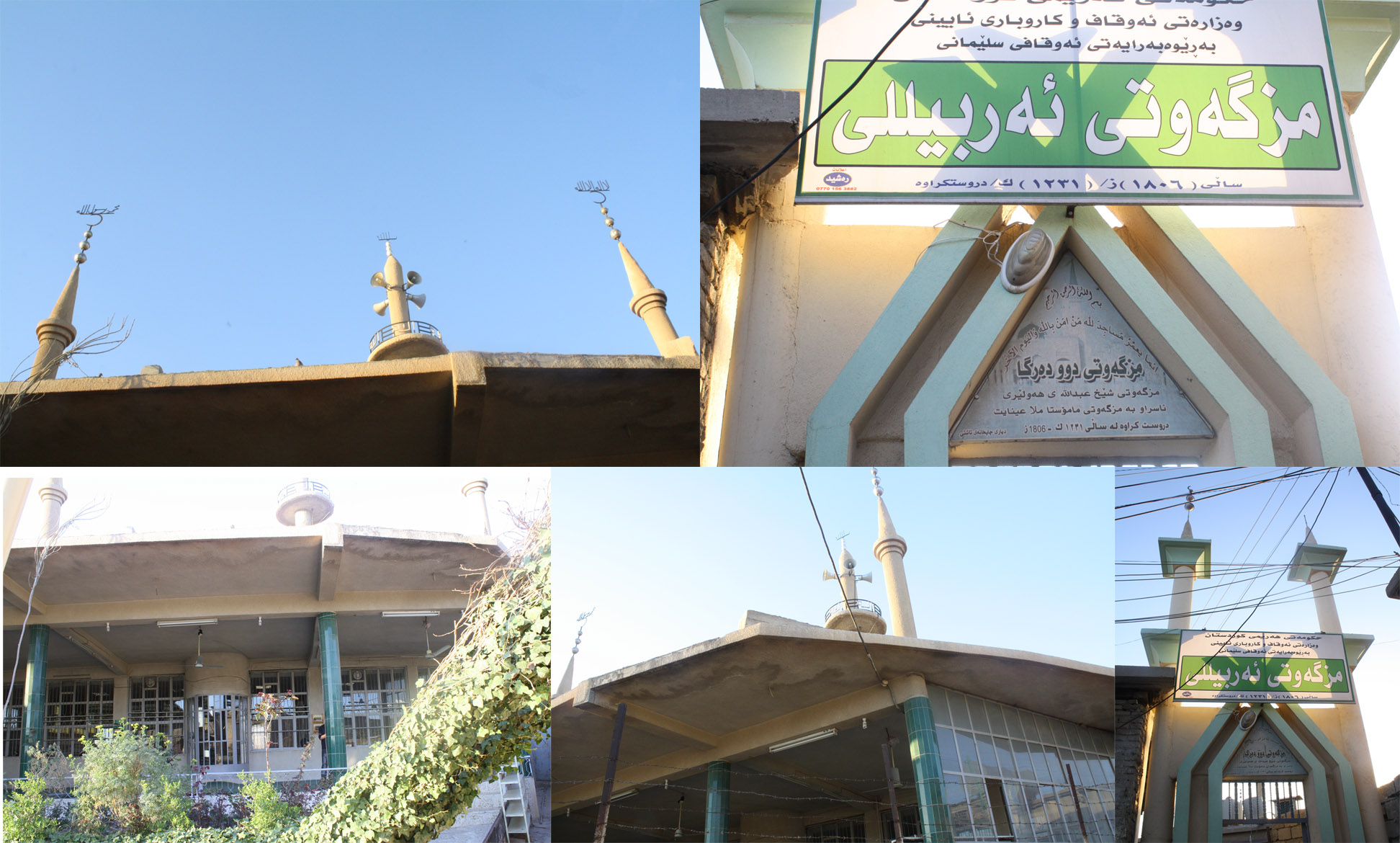
مسجد اربیلی واقع در «اصحابه سپی» شهر سلیمانیه عراق

او در سن ۱۵ سالگی به کردستان عراق رفته و در شهرهای سلیمانیه در(مسجد خانقاه) و مسجد اربیلی (دوو درگای ئه‌سحابه سپی) و حلبچه و منطقه شهرزور نزد علمایان دینی به فراگیری علوم وقت مشغول بود.
در سفرش به ترکیه نزد شیخ سعید نورسی، رفت و نزد او نیز تحصیل کرد.

### تدریس و رهبری
عبدالله سوری لقب ماموستا داشته و از عالمان حوزه علوم دینی و فقهی در میان اهل سنت کردستان، آذربایجان غربی، کرمانشاه به‌شمار می‌رفت.
افراد بسیار زیادی از محضر او کسب اجازه نموده‌اند. افرادی همچون ملا رحیم فرجی، ملا صالح کریمیان و …
او از سال ۵۹ تا سال ۱۳۷۴ امام جمعه (بجز سال‌های ۱۳۶۱ تا ۱۳۶۳ زمان نمایندگی در مجلس شورای اسلامی) را بر عهده داشت.
وی در مناطق متعدد کردستان به تدریس پرداخته و پیشوای دینی مردم را بر عهده داشت، همواره می‌کوشید تا علاوه بر ابلاغ و ارشاد دینی، مردم را از وضعیت اجتماعی و فرهنگی آن زمان مطلع کند. او علاوه بر امام جماعت شهرستان بانه رهبری دینی مردم را در روستاهای آله بله، مازوان، گاوملان در اطراف سقز و روستاهای نژو، ورچک، کیوه رود، کانی بند و … در بانه را بر عهده داشته.

### پست‌ها و نقش‌ها
- استاد دروس دینی فقه شافعی
- نماینده سقز و بانه در مجلس ایران
- امام جمعه شهر بانه
- عضویت در شورای سرپرستی هلال احمر بانه در زمان جنگ ایران و عراق
- عضویت در شورای نهضت سواد آموزی
- مسئول شورای سرپرستی کمیته امداد بانه
- دبیری شورای روحانیت بانه[۴]
- پیش نماز و رهبری دینی مردم در روستاهای آله بله، مازوان، گاوملان در اطراف سقز و روستاهای نژو، ورچک، کیوه رود، کانی بند و … در بانه.[۲]

### فعالیت‌های سیاسی

مسئولین شهرستانی در کنار ماموستا سوری در منزل شخصی او

- شرکت در سومین جلسه تهیه طرح خودمختاری کردستان و ایراد سخنرانی بعد از ملامحمد ربیعی

«ملا شیخ عبدالله سوری» از مقامات مسئول خواست طرح خودمختاری کردستان به رسمیت شناخته شود.
- شرکت در پنجمین و ششمین دور مذاکرات خودمختاری کردستان در سنندج

ماموستا سوری به همراه روحانیون دیگری از بانه همچون ملا شریف جوانبخت و ملا محمد جلال حسینی که در این جلسه افرادی همچون احمد مفتی زاده از سنندج، محمد پیر خفران از اورامانات، عبدالکریم کریمی از بوکان، بهاالدین ربانی (حقوق دان و وکیل دادگستری)، یوسف اردلان عضو شورای شهر سنندج، دکتر سیدالشهدایی به عنوان نماینده گروهی از مردم سنندج، عبدالکریم سردوشی از مریوان حضور داشتند، شرکت کرد، که سرانجام پس از ساعت‌ها بحث و مذاکره و سخنرانی، طرح تصویبی اولین کنفرانس هماهنگی کردستان دربارهٔ خودمختاری، در ۱۵ ماده اعلام شد تا به نظر خواهی سایر گروه‌ها نیز گذاشته شود.
- او در دی ماه سال ۱۳۶۸ به همراه بیش از یکصد و پنجاه (۱۵۰) تن از روحانیان معروف اهل سنت استانهای کردستان، آذربایجان غربی و کرمانشاه طوماری را امضا کردند مبنی بر درخواست آزادی یکی از علمای اهل سنت به نام احمد مفتی‌زاده.

متن بیانیه:
ما، ائمه جمعه و جماعات، مدرسین و مبلغین دینی اهل سنت استانهای کردستان، آذربایجان غربی و باختران با توجه به احساس مسئولیت در برابر اسلام و… می‌خواهیم امری مهم را به عرض مسئولان محترم کشور برسانیم.
آن امر مهم مورد نظر ما، عبارت است از، آزادی عالم متقی و دلسوز اسلام و انقلاب، علامه احمد مفتی‌زاده که با توجه به معروفیت سابقه مبارزات ایشان و، تلاش فراوان و خیرخواهی مشهور عامه مردم اهل سنت کردستان و ایران و تا حدود زیادی مسلمانان دیگر جهان؛ توان زیاد و علاقه وافرشان به دعوت و تبلیغ دینی و ایجاد تفاهم و وحدت بین مسلمانان –خاصه- بین برادران سنی و شیعه در ایران، به هیچ وجه به خیر و صلاح اسلام و نظام و وحدت مسلمانان نمی‌بینیم که، ایشان اینگونه در زندان، و دور از جامعه و مسلمانان نیازمند و علاقه‌مند به ایشان بمانند.

### حضور در مجلس
او در سال ۱۳۶۱ در انتخابات میان دوره با به دست آوردن(۴۵۶۹۷) بااکثریت آرا ۲/۷۳ درصد کل آرای ماخوذه به مجلس شورای اسلامی راه یافت.
شعبه ۹ مجلس شورای اسلامی با ریاست سید کاظم اکرمی در ساعت ۱۱ صبح روز یکشنبه ۸/۱۲/۱۳۶۱ (منشی جلسه آقای علی آقا محمدی) تشکیل جلسه داد و پس از بررسی در مورد پرونده انتخاباتی عبدالله سوری از حوزهٔ انتخابیه سقز و بانه بااکثریت آراء آن را تأیید کرد.

#### در جلسات مجلس
- نطق او در جلسه ۵۵۴ مجلس در رابطه با تصویب کلیات طرح اجازه صدور جواز حمل سلاح توسط ژاندارمری به کشاورزان و دامداران

عبدالله سوری (مخالف لایحه):
بسم الله الرحمن الرحیم
من گمان نمی‌کنم تصویب این طرح، مردم را غنی کند چون اولاً دادن اسلحه به روستائیان دامدار و کشاورزان این اختلاف را در بین مردم ایجاد می‌کند چون هر کسی باغی دارد یا یک مشت گندم می‌کارد یا چند راس دام دارد می‌گوید به من اسلحه بدهید پس ما باید حد اقل دو میلیون اسلحه تهیه کنیم و بدست کشاورزان بدهیم.
در دادن اسلحه به مردم و در دسترس قرار دادن اسلحه به مردم مفاسد زیادی دیدم مثلاً مردم وقتی که بر سر یک قطره آب به نزاع می‌آیند لوله تفنگ به سوی یکدیگر حواله می‌کنند و کشتار زیادی در این رابطه در بین برادران و اقوام و خویشاوندان پیدا شده و آن هم تفرقه در بین مردم و قطع صله رحم است، البته این مفاسد بزرگی است و حرام هم هست ثانیاً مردم خودشان نمی‌توانند این مسئله را انجام بدهند … من وقت زیادی نمی‌گیرم والا دلایل زیادی دارم والسلام علیکم و رحمه الله
- طرح سؤال از وزیر راه و ترابری در مورد عدم تکمیل و تحویل جاده سقز - بانه در جلسه شماره ۵۷۴ مورخه ۱۸/۱۱/۱۳۶۲[۱۳]
- تذکر به وزارت کشاورزی در مورد خرید عادلانه گندم و جو و حبوبات از کشاورزان مناطق کردنشین در جلسه شماره ۵۳۱ مورخه ۲۶/۸/۱۳۶۲[۱۴]
- نطق در جلسه ۵۴۶ مورخه ۲۹/۹/۱۳۶۲ پیرامون ادامه رسیدگی به طرح خدمت وظیفه عمومی[۱۵]
- نطق در جلسه ۵۳۵ مورخه ۷/۹/۱۳۶۲ در مورد اساسنامه وزارت جهاد کشاورزی[۱۶]
- توضیح از وزیر بهداری وقت دکتر منافی در مورد حقوق سربازان وظیفه در جلسه شماره۵۴۱ مورخه ۲۰/۹/۱۳۶۲[۱۷]
- رای موافق در جلسه شماره ۵۳۹ مورخه ۱۶/۹/۱۳۶۲ با وزرای پیشنهادی میر حسین موسوی، آقایان مهندس مروت وزیر مسکن و شهرسازی (رای اعتماد نگرفت)، دکتر زالی وزیر کشاورزی، مهندس نیلی وزیر صنایع و معادن.[۱۸]
- رای مخالف به وزیر پیشنهادی کشور آقای ناطق نوری در جلسه شماره ۵۲۷ مورخه ۱۷/۸/۱۳۶۲ که نهایتاً ایشان (آقای ناطق نوری) از مجلس شورای اسلامی رای اعتماد گرفتند.[۱۹]
- پیشنهاد حذف تبصره ۲ از پیش‌نویس طرح خدمت وظیفه عمومی در تاریخ ۲۱/۹/۱۳۶۲ در جلسه شماره۴۴۵.[۲۰]
- تذکر به وزارت بازرگانی و بسیج اقتصادی در مورد تأمین مواد غذایی منطقه کردستان (سقز و بانه) در جلسه شماره ۵۲۱، مورخه ۳/۹/۱۳۶۲.[۲۱]
- تذکر به وزارت راه در مورد آسفالت جاده محور سردشت _ بانه، تذکر به وزارت کشور در مورد آسفالت خیابان‌های شهرهای سقز و بانه، تذکر به وزارت نیرو در مورد کابل کشی برق منطقه در جلسه شماره ۵۰۱ مورخه۱۸/۵/۱۳۶۲.[۲۲]
- بیانات قبل از دستور در جلسه ۴۱۱ مورخه پیرامون اوضاع منطقه و فقر و بی امکاناتی منطقه سقز و بانه و عدم رسیدگی به این مناطق محروم.[۲۳]
- طرح سؤال از وزیر بهداری وقت دکتر منافی در مورد چرایی توقف فعالیت درمانگاه هلال احمر و کمبود پزشک متخصص در بانه و شیوع بیماری‌های واگیر دار در این حوزه در جلسه شماره۴۷۹ مورخه ۲۶/۳/۱۳۶۲.[۲۴]
- سخنرانی در صحن علنی مجلس در مورد رسیدگی به وضعیت خانواده‌های آسیب دیده بمباران‌های جنگ ایران و عراق و بازماندگان و مجروحان این حادثه و درخواست از آقای کروبی رئیس بنیاد شهید وقت جهت رسیدگی بیشتر به خانواده شهدا و مجروحان بمباران بانه و همچنین درخواست از مسئولین جهت رسیدگی به وضعیت بهداشتی، عمرانی، کشاورزی و اقتصادی منطقه سقز و بانه در جلسه ۴۷۲ مورخه ۱۰/۳/۱۳۶۲.[۲۵]
- تذکر به وزارت خانه‌های سپاه و کشور در خصوص امنیت روحانیون مناطق کردنشین و به وزارت راه در مورد تأمین امکانات برای راهداری منطقه در جلسه ۵۵۳ مورخه ۱۲/۱۰/۱۳۶۲.[۲۶]
- تذکر به مسئولان کشور در مورد تأمین نیازهای نیروهای مسلح و بازسازی راه‌های منطقه در جلسه شماره ۴۷۰ مورخه ۵/۳/۱۳۶۲.[۲۷]
- تذکر به سازمان اوقاف و امور خیریه در مورد رسیدگی به وضعیت طلاب و روحانیون شهرستان سقز و بانه در جلسه شماره ۴۵۷ مورخه ۵/۲/۱۳۶۲.[۲۸]
- تذکر به وزارت نفت به همراه نمایندگان سنندج، قروه و مریوان در مورد تسریع در ارسال نفت مورد نیاز استان کردستان در جلسه شماره ۴۰۷ مورخه ۲۶/۱۰/۱۳۶۲.[۲۹]

### مجروح شدن در بمباران خرداد ۶۳
۱۵ خرداد سال ۱۳۶۳ در هنگام سخنرانی برای مردم شهر که در پارک شهر جمع شده بودند مورد اصابت ترکش‌های بمب ناشی از بمباران هواپیماهای عراقی قرار گرفت و به شدت مجروح شد به نحوی که به او لقب شهید زنده خطه کردستان را دادند. در این حادثه بیش از ۶۰۰ نفر از اهالی شهر بانه کشته و تعداد کثیری مجروح شدند.

### حادثه حج ۱۳۶۶

ماموستا سوری در سال ۱۳۶۶ برای بار دوم به سفر بیت الله الحرام رفت و عازم سفر زیارتی به عربستان شد.

## آثار
بالغ بر سیصد خطبه به زبان عربی و اشعار عرفانی به زبان‌های کردی و فارسی به جای مانده و همچنین ترجمه‌هایی از زبان عربی در زمینه خرق عادت و کرامت و تألیف رساله‌ای در مورد دیدگاه اهل سنت دربارهٔ شهادت حسین بن علی که هنوز هیچ‌کدام به چاپ نرسیده‌اند.
مهمترین اثر او تفسیر قرآن به زبان عربی به نام البنان و البیان فی تفسیر القرآن که به چاپ نرسیده. دستنویس این اثر همچنان موجود است.

### اشعار
نمونه شعر کردی
- ۱

| به شمشێری برۆ و تیری موژانت      |  | به عه‌شقی خانه‌سووزی پڕ له ژانت    |
| به دوو چاوی خومار و مه‌ستی بێ مه‌ی |  | به زوڵفی توول و لوولی وه‌ک موژانت |
| به گوڵ غونچه نه‌پشکوتووی به‌هارت   |  | به خاڵانی سیاهی تورک و تارت      |
| بهڵێ قوربان هه‌تاکه بێ سه‌بووری    |  | هه‌تاکه بێ هه‌لاکه‌ت ده‌ردی دووری    |
| له‌به‌ر چیمه بڕێژێ ئه‌شکی خوێنین    |  | به گریان و به شیوه‌ن چاوی سووری   |

- ۲

| ئه گه‌ردوون چه‌پ گه‌رد، شێتی به‌یته‌شه |  | ڕه‌نگ تاڵی بێداد، ده‌م به ههڕه‌شه  |
| سه‌ر که‌ش، بێ ئارام، تووڕهٔ پڕ سته‌م  |  | بێ ئاگا له سۆز دڵی پڕ ئه‌له‌م     |
| چه‌ن مێهر و دۆستیت دا به به‌ر بادا  |  | گه‌ردی دڵداریت دا به هه‌وادا      |
| ڕۆشنی چرای ئه‌وینت کوژاند          |  | چه‌ن دڵی دوور و حه‌زینت شکاند     |
| قه‌یست شێت نه‌کرد؟ فه‌رهادت نه‌کوشت   |  | خوێنی کام شه‌یدات به ناحه‌ق نه‌رشت |
| یوسفت نه‌کرد به زێر خه‌ریده         |  | یه‌عقووبت نه‌کرد له نووری دیده    |
| زڵێخات نه‌کرد به دیلی ئه‌وه‌ین       |  | پڕ ئاوت نه‌کرد دوو دیدهٔ شیرین    |
| نێزه‌ت نه‌کێشا بۆ دڵی سووری         |  | تا دڵت سووتاند به ده‌ردی دووری   |
| به‌سیه با به‌س بێ تا کهٔ بێدادی      |  | تا کهٔ شیوه‌ن بێ له جێگهٔ شادی     |